# Mercedes-Benz O302
Mercedes-Benz O302, to autobus turystyczny, produkowany przez niemiecką firmę Mercedes-Benz. Pierwszy autobus turystyczny Mercedesa produkowany do 1974 roku.

## Historia modelu

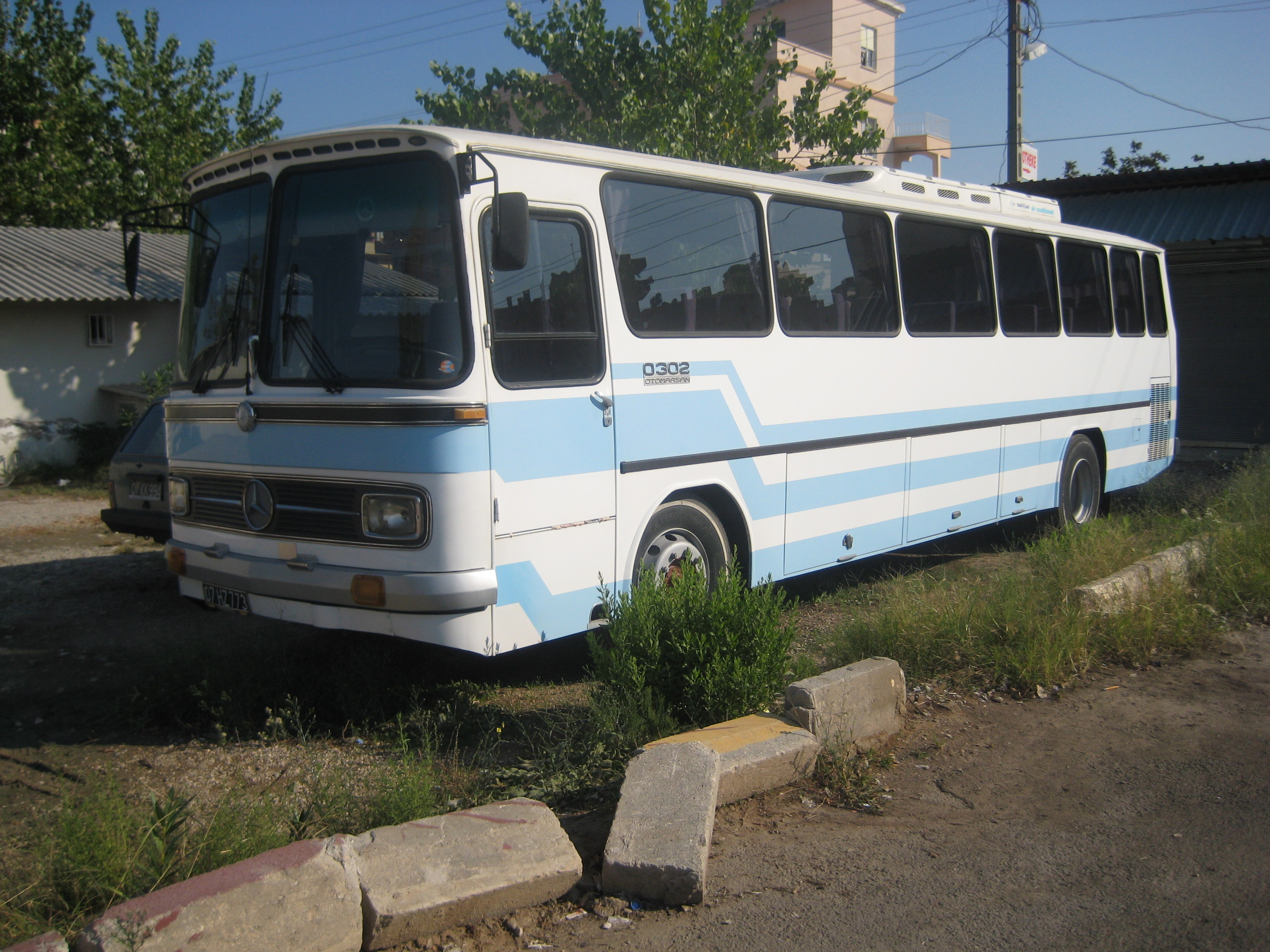
Mercedes-Benz O302 z klimatyzacją w Antalya, Turcja. Wyprodukowany przez Otomarsan

Pierwszy autobus turystyczny Mercedesa-Benza. Posiadał silnik widlasty. Być może był to stosowany w końcowym okresie produkcji silnik Mercedes-Benz typ OM 355 o mocy 240 KM. Produkowany był co najmniej od 1964 roku. Produkcję zakończono w 1974 lub 1975 roku. Był również produkowany na licencji od 1968 roku w Davutpaşa koło Istambułu przez turecką firmę Otomarsan (obecnie Mercedes-Benz Türk, należącą do EvoBus). Następcą jest Mercedes-Benz O303.
W 1969 roku powstał prototyp autobusu hybrydowego na bazie modelu O302 o nazwie Mercedes-Benz OE 302.